# GR-GIANT ROBO-
『GR-GIANT ROBO-』（ジーアール　ジャイアントロボ）は、横山光輝原作の漫画『ジャイアントロボ』を原作とする日本のアニメ作品。映像コンテンツ配信サイトSg-TVにて2007年1月19日から同年7月6日まで配信。スカイパーフェクTV!のパーフェクト・チョイスでも2007年2月9日から同年7月13日まで放映された。2007年10月4日より、TOKYO MXにて放映された（地上波初）。
また、稜町しろーによる漫画版がコミックガムに連載され、2007年9月10日に単行本化されている。

## 作品概要
「世紀末という大きな時代の節目に『ジャイアントロボ』を代表とする巨大ロボットが活躍する、原点回帰的なアニメを見たい」という横山の一言からすべては始まった。「原作版に限りなく忠実な映像化」をコンセプトに作られたパイロットアニメが完成したが、その後さらなる検討が続き、「現代的な要素と壮大な世界観の必要性」を課題とし、今回の作品が生まれた。コンセプトデザインは岡田有章。

## あらすじ
GROと名乗る組織が巨大ロボット用いて世界各地の古代遺跡を襲撃するテロ事件が続いていたが一般には目的不明のままだった。
南与那国島のダイビングショップに働いていた18歳の少年草間大作は、謎の少女に導かれ古代遺跡で契約をし、巨大ロボット「GR-1」の専任操縦者となってしまう。少女を追いつつGROと対決していく。

## 登場人物
草間大作（くさま だいさく）
声 - 浪川大輔
主人公。ダイビングが好きな18歳の少年。南与那国島の海底に埋もれていた古代遺跡でGR-1と“契約”し専任操縦者となる。
GR-1の操縦は“契約”の際左腕にインプラントされた腕輪で行う。遺伝子も書き換えられ不死となっており、終盤には宇宙服無しで宇宙空間に出ても無事であった描写がある。
漫画版では契約時のショックで記憶障害となり、契約以前の記憶が曖昧となった。テキサスとの最終決戦で一度だけGR-1を「ジャイアントロボ」と呼ぶ（アニメ版では終始GR-1としか呼んでいない）。
アレックス・マッケンジー
声 - 朴璐美
20代後半の女性。UNISOM所属の元米軍少佐。南与那国島の古代遺跡の調査隊長として登場後、発見されたGR-1と大作とを保護管理する。
漫画版1話ではアニメ版よりテンションが高い。アニメ版では中盤で死亡するが漫画版では最終話まで存命。
ヴィー、ディー
声 - 沢井美優
外見は12歳位のアルビノの少女。テロ組織GRO所属。作品序盤より大作の前に現れては短いアドバイスを与えて去ることを繰り返す。
正体は超古代の文書「エメラルド・テキスト」から唯一解析ができたDNA配列表を基に作り出されたデザイナーベビー。実年齢は5歳。
生得的に「エメラルド・テキスト」を全て解読できる能力を持っていたため、「インタプリター」とも呼ばれる。GR-0の専任操縦者。
ディーはUNISOMで作られたヴィーの不完全な複製。封印を解かれると同時に死亡した。
漫画版では、ディーが大作をGR-1の下に導くなどを行い、ヴィーはテレパシーでディーや大作に語りかける分担であった。数百年後の世界で大作と同じ位の外見年齢に成長したヴィーも描かれた。
マックス・チャンプリン
声 - 家弓家正
56歳の男性。放送局BFNのキャスター。実は外見も声質も加工されたアバターであり、BFNの幹部が演じていた。
漫画版には登場しない。
嵐克己
声 - 千葉一伸
28歳の男性。UNISOMの隊員で自衛官。階級は一尉。
山辺清雄
声 - 鳥海勝美
30歳の男性。UNISOMの調査員で、考古物理学者。
セレスティーヌ・ブニュエル
声 - 百々麻子
29歳の女性。ヴィーの侍女。ヴィーの卵子提供者でもあった。
漫画版では登場しない。
マイク・ホッジス少佐
声 - 小室正幸
58歳の男性。GRO実行部隊の指揮官で、元グリーン・ベレー。階級は大佐。
漫画版では階級が中佐になっている。GR-1が生き残った事で先進各国がGRの技術を利用したロボット兵器を開発する大義名分が出来たと語る。
イザベラ・レイド中尉
声 - 大原さやか
31歳の女性。GRO実行部隊の副官。
マリア・ヴォイニッチ
声 - 千葉紗子
25歳の女性。BFNのレポーターで、突撃取材が得意。
比嘉義彦
声 - 中村秀利
45歳の男性。大作のアルバイト先のダイビング店の店長。

## GR
約5万年前に宇宙から襲来侵略してきた種族を時空の彼方に追いやる為、古代人が造り上げた人型のロボット兵器。古代人は後世に再び同じ種族が侵略してくる危険への備えとして8体のGRを残した。一方で後世の人類がGRを悪用し8体が破壊された場合は、GR-0が後世人類を粛清するシステムが組み込まれていた。
GR頭部内部には「アバター」と呼ばれるヒトの胎児状の器官があり、操従者の指示をGR本体に仲介している。表現頻度は少ないが自意識・感情・記憶も持ち、操縦者が細かく動きを指定しなくても行動ができる。GR側から専任操縦者へ記憶やメッセージを送信する描写も見られる。
大作は遺跡でGR-1と契約をして専任操縦者となった。その際大作の遺伝子は書き換えられて不死になり、体内には腕輪（原作における、腕時計型操縦機にあたる）がインプラントされた。GR-1はこの腕輪を介して遠隔操縦される。
GRO所属の操縦者はGRと契約しておらず、操縦者の任意での交代が可能。頭蓋にインプラントしたターミナルとアイソレーション・タンクの「鋼鉄の処女」とを用い、GRとヴァイタルウェーブを共鳴させ遠隔操縦する。また「エグゼキュター」と呼称される5～6名のスタッフが操縦者とGRの共鳴状態をモニターし支援する。GROの操縦方法ではGRの身体感覚が操縦者にフィードバックされ、GRが破壊されると操縦者も負傷や死亡してしまう。
GR-1
南与那国島の超古代遺跡から完全な形で発掘された“エドフの鉄神”の名を持つGR。全長：30m、重量：60t（600t）。最初に創られ、全てのGRの基礎となったとされるオールラウンドタイプ。反重力による飛行、ボルトを外し、電撃を放ちながら繰り出すグラビトンパンチ、両目から発するビームが主な武器。GR-8ダコラーと合体することで、ダコラーの腕を利用したグラビトンパンチで遠くの敵にも対抗できるようになる。
漫画版ではGR-5、GR-6との戦闘で右腕を失い(その際に胸部のV字型装甲版を発射する攻撃も披露している)、先に撃破していたGR2の腕、GR-8(TM-1)の触手を装備して出撃したこともあった。また、フルクロスオープンを行い外部装甲を取り払うことにより、GR-1・マミー形態に変化する。また、GR-4との決戦では大作からGR-1ではなくジャイアントロボと呼ばれた。
操縦者は草間大作。
最終話ではアバターのない状態で起動し、失われたアバターの位置に大作を取り込んでいた。この事実から契約者とは「アバターのバックアップ」に当たる存在と言う事になる。右腕を展開しGR以上の大きさの砲身となった腕から強力なビームを放つ重力波増幅反射鏡でGR-0を粉砕した。そしてただ1体（GR-8も含めれば2体）、物語の終了時に現存した。
原点は、漫画版と特撮版のGR-1ことジャイアントロボ。
GR-1・マミー
漫画版にのみ存在するGR-1の変身形態。GR-1が外装を取り払うことで変身する。
高速移動と超密度の重力子を操る能力を有する。
GR1-00・アポカリプス
漫画版エピローグの数百年後の世界で、宇宙からの侵略者との最終決戦に臨む、決戦仕様超ド級GR。
GR-2
GROによって初めて発見された水中戦型のGR。全長：35m（36m）、重量：70t（720t）。頭部の三日月型の突起物、グラビトン・エッジ・カッターを発射して攻撃。両目を見開き、口のマスク部が展開・開口し、レーザー砲を発射。反物質フィールド・ロケットパンチを遠隔操作(作中では「サイ・コントロール」と呼ばれ、超能力の一種)にて放つ。放った後は、腕に仕込まれている反物質フィールド・ロケットパンチ・カッターという巨大なナイフで攻撃も可能。
水中では胴体を変形させて航行する。エグゼキュター側からの信号で強制的に変形させることもできるが、オペレーターが戦闘ダメージで制御不能になった場合に現場離脱のため行われる。オペレーターが同調したままの状態で行うと負荷が大きい。
操縦者はリヨン、カンサス、ダブリン。
原点は、漫画版と特撮版のGR‐2。
GR-3
GROによって2番目に発見された飛行型GR。全長：30m（33m）、重量：60t（720t）。掌を展開してレールガンを発射する。頭の角からグラビトン放電、手の指先からはビーム砲、背中の飛行ユニットからはグラビトン砲、その他空対地ハープーン、主翼からは空対空スパロー、クラスター爆弾など、既存の兵器を搭載・使用可能。
操縦者はキエフ。
原点は、漫画版のGR-3。
GR-4（ディザスター）
アメリカのネバダ砂漠で発見された地上戦型のGR。全長：30m、重量：60t（600t）。GR-1とよく似たデザインである。何十回にも渡る核実験によってアバターが損傷していたため起動できなかったが、GR-1から抜き取ったアバターを移植することで動くようになる。GR-1と同系統なためか同じ重力制御による高速移動が可能であり、さらに独自の武器として両手を変形させたドリルと、回転パンチを持つ。GR-5との戦闘で相打ちとなった。
漫画版でも同じように起動不可能状態だったが、テキサスが自らアバターとなり、ディーとヴィーをインタープリターとして両腕に装填したことで真・GR-4に変化した。GRシリーズ最強のGRで、あらゆる攻撃を防ぐ防御兵装カラミティ（守りの左腕）と、触れたものを消滅させるディザスター（滅びの右手）を持ち、絶大な戦闘力を誇る。漫画版でのボス的存在で、シアトルでGR-1と激突する。なお、GRで唯一正式な銘を持つとされ漫画版では「砂嵐の徒（テンペスト）」と呼称されている。テキサスが言うにはGR-4はGRの完成型でGR-1～GR3まではGRのプロトタイプ、それ以降のGRは局地戦用の派生型であるらしい。
操縦者はテキサス。
原点は、特撮版の殺人兵器カラミティ。
GR-5
アルゼンチン山中にて発見された地上戦型のGR。全長：39m、体重：78t（780t）。本来GR-5の操縦担当のオペレーターが操縦するはずだったが、突如ホッジス自らがオペレーターとなった。頭部の角を飛ばしたり回転させたり、腰の突起物を伸ばし敵を串刺しにすることもできる。
テキサスの駆るGR-4との戦いで相打ちとなった。
漫画版ではGR-6と共にGR-1を強襲した。大地を局所的に隆起させるアースクエイクと、頭部の角からのビームを発射する能力を持っていた。
操縦者はアニメ版でマイク・ホッジス、漫画版ではカンサス。
GR-6
GROの基地にGR-5と共に格納されていたGR。全長：44m、重量：88t（880t）。GR-4とGR-5の戦いで被害を受けたGRO基地で起動することなく爆発する。全GRの中最も不幸かつ謎のままの存在となってしまった。5万年前の超古代戦争では他のGRと共に、何やら球体プラズマのようなものを扱っている。
漫画版ではGR-5と共にGR-1を強襲した。次元曲面と言う能力を操り、GR-5のビームを屈折させていた。
漫画版での操縦者はリヨン。
GR-7
中国の古代遺跡から発見されたGR。全長：34m、重量：68t（680t）。GRを早く起動させようとしたロシアと中国のスタッフが事を急ぎすぎ、不完全なまま動かしたため爆発。GRの破壊に呼応するかのように涙を流していた。
漫画版ではGR-1が最初に倒したGR。両腕を伸ばし、それぞれの関節からブレードをはやして回転させる能力を持っていた。操縦者は不明。
GR-8（ダコラー）
GROによって発見された非人型GR、通称ダコラー。身長・体重：不明。人型でないため、オペレーターには人型GR以上の負荷がかかる危険性を持つ。当初「TM1（Tentacle Manipulator）」と他のGRとは区別されていたが、GROオペレーティングシステムで動かせるため「GR-8」とされた。輸送中のGR-1の奪取に成功するが、停止している間に突如起動したGR-1によって拘束した状態のままお台場に上陸。
本機はGR-3戦後、GR-1と合体したまま最後まで健在だったが、GR-0が起動した事から、本来はGRにカウントされていないとも言われている。
操縦者はアニメ版ではリヨン。漫画版では不明。
原点は、漫画版のダゴラー。
GR-0
9体目のGR。滅亡へ向う超古代の人類が世界再生後の人類の為に残した8体のGRを、己の欲のためにGR同士を戦わせて全てを破壊した際に、人類達に裁きを下すために起動し、地球を滅ぼすため自爆するようにプログラムされている超大型の非人型GR。全てのGRが破壊された時（その時点ではGR-1は健在であったものの、GR-1のアバターはGR-4に移植後、GR-5と相打ちとなって失われている。また13話でヴィーの口から「アバターの無いGRはGRではない」と語られている）その姿を現す。ヴィーをアバターとして取り込んでいる。武装はビーム砲で、口から出撃するヘッズと呼ばれる無数の子機もビーム砲で一斉に敵を攻撃する。第三形態まで変形する。
原点は、マーズのガイアーの頭部。
GR軍団
漫画版で登場する。GRを巡る戦いが終わった後に各国に渡ったGRのデータを元に開発されたGR。数百年の間に様々なGRが開発された模様。数百年先の荒廃した未来で大作とヴィーとディーに付き従い、宇宙に上がり月から目覚めた強大な敵に最終戦争を挑む。中にはGR風にリファインされた、鉄人28号のブラックオックスやモンスター号の姿も有った。

## 古き神々
宇宙からの侵略軍。5万年前の超古代戦争で、GRと戦った敵については、蛇のような姿をし触手の様なもので攻撃していた事以外、詳細や名称は明かされない。ヴィーによると超古代の地球を支配していた存在で「古き神」と呼称されている。現代の兵器を圧倒する強大な力を有すGRにより、どうにか時空の彼方へ追放することができたが、その古き神との戦いで超古代文明は滅亡してしまった。全宇宙に害を与える存在と言われ、人類が犯す愚かな行為を力の糧とするらしい。それを防ぐために、愚行の限りを尽くす人類だった際に最後の手段としてGR-0が存在する。

## スタッフ
- 原作 - 横山光輝、光プロダクション
- 企画・製作 - 木村眞章
- 総監督 - 宇佐美廉
- 監督 - むらた雅彦
- シリーズ構成 - 小中千昭
- コンセプトデザイン - 岡田有章
- キャラクターデザイン - 須賀重行
- メカニックデザイン - 山田起生
- メカ作画監督 - 山田起生（第1話 - 第3話、第5話、第12話・第13話）、牟田口裕基（第4話・第8話・第9話）
- SF&軍事考証 - 鈴木誠二
- 設定デザイン・3DCG監修 - 川原智弘
- 美術設定 - 小林徳光
- 美術監督 - 谷村心一
- 音響監督 - 中嶋聡彦、三間雅文
- 音楽 - きむしん
- 音楽制作 - ユーズミュージック
- ゼネラル・プロデューサー - 尾川匠
- エグゼクティブ・プロデューサー - 高野秀夫、伊藤靖浩
- チーフ・プロデューサー - 早川均
- プロデューサー - 村竹保則
- アシスタント・プロデューサー - 吉田昌夫
- ライン・プロデューサー - 福田佳与
- アニメーション製作 - A.C.G.T.
- 制作 - オービー企画
- 制作協力 - Sg-me、PP.NET
- 製作 - Softgarage

## 主題歌
オープニングテーマ「Answer」
作詞 - 黒田学 / 作曲 - 穴倉聖悟 / 編曲 - 穴倉聖悟、きむしん / 歌 - rockwell（DREAMUSIC Inc.）
エンディングテーマ「it was yesterday」
作詞 - kenko-p、洋奈、CHASE ANDY、DURAND DOMINIQUE、SCHLESINGER ADAM
作曲 - Jin Nakamura、CHASE ANDY、DURAND DOMINIQUE、SCHLESINGER ADAM
編曲 - Jin Nakamura / 歌 - 洋奈（ユーキャン）

## 各話リスト
| 話数      | サブタイトル | 脚本                | 絵コンテ   | 演出           | 作画監督          |
| --------- | ------------ | ------------------- | ---------- | -------------- | ----------------- |
| Qubit：01 | 契約         | 横手美智子 小中千昭 | むらた雅彦 | むらた雅彦     | 須賀重行          |
| Qubit：02 | 襲来         | 横手美智子 小中千昭 | むらた雅彦 | むらた雅彦     | 須賀重行          |
| Qubit：03 | 激突         | 小中千昭            | むらた雅彦 | むらた雅彦     | 須賀重行          |
| Qubit：04 | 喚起         | 小中千昭            | むらた雅彦 | むらた雅彦     | 松本文男          |
| Qubit：05 | 諜知         | 小中千昭            | 冨永恒雄   | 久原謙一       | 安藤正浩          |
| Qubit：06 | 雷撃         | 小中千昭            | 渡部高志   | むらた雅彦     | 山田起生 福世孝明 |
| Qubit：07 | 荒原         | 小中千昭            | 冨永恒雄   | 木村寛         | 松本文男          |
| Qubit：08 | 分身         | 小中千昭            | むらた雅彦 | いわもとやすお | 北崎正浩          |
| Qubit：09 | 別離         | 小中千昭            | 渡部高志   | 久原謙一       | 松本文男          |
| Qubit：10 | 流転         | 小中千昭            | むらた雅彦 | 羽多野浩平     | 山崎正和          |
| Qubit：11 | 実相         | 小中千昭            | むらた雅彦 | 木村寛         | 安藤正浩          |
| Qubit：12 | 数奇         | 小中千昭            | むらた雅彦 | むらた雅彦     | 須賀重行          |
| Qubit：13 | 旧神         | 小中千昭            | むらた雅彦 | むらた雅彦     | 須賀重行          |

## 放送局
| 放送地域 | 放送局              | 放送期間                 | 放送曜日           | 放送系列   | 備考 |
| -------- | ------------------- | ------------------------ | ------------------ | ---------- | ---- |
| 日本全域 | Sg-TV               | 2007年1月19日 - 7月6日   | 金曜               | ネット配信 |      |
| 日本全域 | スカイパーフェクTV! | 2007年2月9日 - 7月13日   | 金曜               | CS放送     |      |
| 東京都   | TOKYO MX            | 2007年10月4日 - 12月27日 | 木曜 23:00 - 23:30 | 独立UHF局  |      |

## パイロットフィルム
『ジャイアントロボ』
『GR-GIANT ROBO-ミレニアムBOX』に映像特典として収録。
登場メカ
- GR-1
- GR-2
- GR-3
- ダコラー

スタッフ
- 原作 - 横山光輝
- 演出 - 本郷みつる
- 絵コンテ - 西村博之、佐々木正勝、高倉佳彦、本郷みつる
- キャラクターデザイン・作画監督・原画 - 高倉佳彦
- メカデザイン・作画監督・原画 - 西村博之
- 設定デザイン・原画 - 佐々木正勝
- CGI - のりのりカンパニー
- 美術監督 - 工藤ただし
- 音楽 - 和田薫
- ナレーション - 河口宏
- 協力 - めがてんスタジオ
- 制作 - OLM
- 製作 - SOFT GARAGE